# سكوت ميتشيل (لاعب دارت)
سكوت ميتشيل (بالإنجليزية: Scott Mitchell)‏ (و. 1970  م) هو لاعب دارت إنجليزي، ولد في بورنموث.

## روابط خارجية
- سكوت ميتشيل على موقع DartsDatabase.co.uk (الإنجليزية)